# タネスピマイシン
タネスピマイシン(Tanespimycin)は、癌、特に若い患者の白血病や腎臓腫瘍の治療の研究が行われているゲルダナマイシンの誘導体である。
これらの腫瘍で発現するHsp90を阻害することにより、作用する。
抗腫瘍抗生物質に分類される。

## 治験
ブリストル・マイヤーズ スクイブは、第1段階および第2段階の治験を行った。しかし、2010年に多発性骨髄腫の治療の最終段階の治験が行われていた時に医薬品開発は中止された。明確な説明は行われず、ブリストル・マイヤーズ スクイブは、この物質の特許が満了になることから、タネスピマイシンの開発に係る財政的な懸念のために開発を諦めたのではないかと言われた。